# Albarda

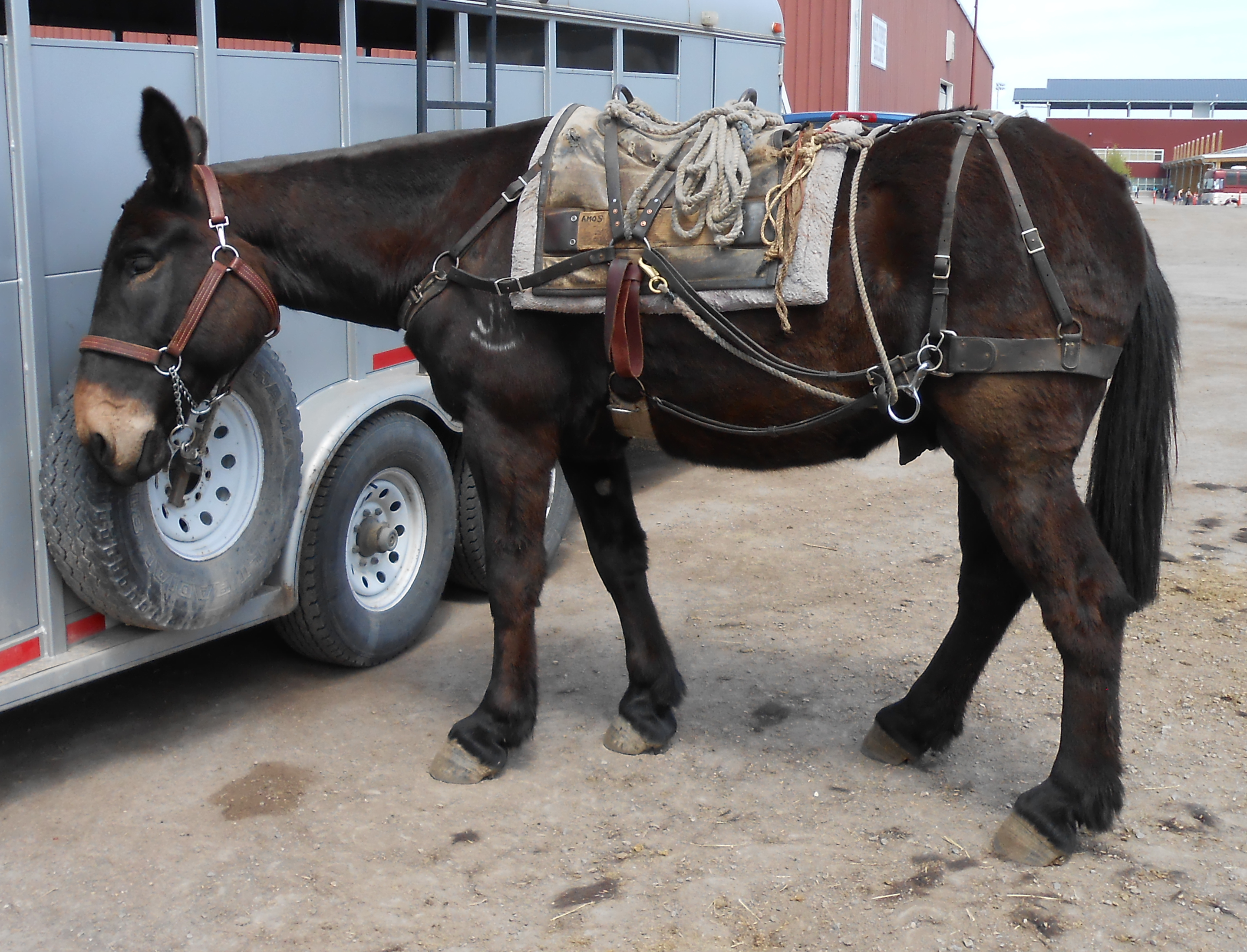
Mula amb albarda. Es poden observar la cingla, el pitral i la rabasta.

Una albarda és un arreu de les bèsties de peu rodó que permet transportar càrregues al seu llom o que siguin cavalcades per una persona.
La variant més típica està formada per una estructura de fusta amb dos coixins que es lliga amb una cingla.

## Animals de bast
Els animals de bast (atzembles, haveries, animals de càrrega, ...) necessiten un equipament especial que permeti o faciliti el transport de càrregues molt diverses. Els animals de bast poden traginar càrregues pesants disposades a l'esquena. L'arreu més important és el bast o una peça similar (albarda, albardó, albardà). Es tracta d'un estri semblant a una sella sense estreps, format per dos arçons de fusta en forma de U invertida units rígidament. El conjunt està encoixinat (principalment en la part inferior que contacta amb l'atzembla) i comporta una cingla, un pitral i una rabasta. En el Diccionari català-valencià-balear hi han gravats detallats d'alguns basts.
És important que l'espinada de l'animal quedi lliure de contacte amb l'albarda. Sovint les albardes consten de dues meitats simètriques separades al nivell de l'espinada (però unides pels arçons). Aquesta disposició permet, a més, una millor ventilació.
|  |  |  |

## Literatura
Present arreu i coneguda per tothom en altre temps, l'albarda figura en moltes obres literàries.
- segle vii aC. Isop. En la faula del cavall orgullós i l'ase miserable, una albarda vella i una sella de luxe serveixen per a comparar dos estats vitals extrems.[9]

| «               | Tots exercim un mateix ofici; i en lloc de la daurada sella, te veig la oprobriosa i esquinçada albarda. | » |
| — Faules. Isop. | |   |

- c 1460. Jaume Roig. Espill.

| «                                | ...en tots sos fets era malvada: mula folgada, mohina parda, treta d'albarda... | » |
| — Espill. Jaume Roig. Pàgina 77. |                                                                                 |   |

- 1599-1604. A la novel·la Guzmán de Alfarache hi ha diverses anècdotes amb albardes.[11]

## Albardes cremades
- 1414. Una de les constitucions de Lleida prohibia a qualsevol persona, de qualsevol condició, ensellar una bèstia de càrrega en diumenge o dia festiu. Quedaven exceptuats quan l'ús era per a romiatges i similars. La pena era de 10 sous i la crema de l'albarda.[12]
- A Cabanes (prop de Castelló) hi havia el costum (nefast) de cremar una albarda a la porta de la casa d'una noia abandonada pel seu promès després d'esser fetes les amonestacions per a casar-se.